# Hedonismo

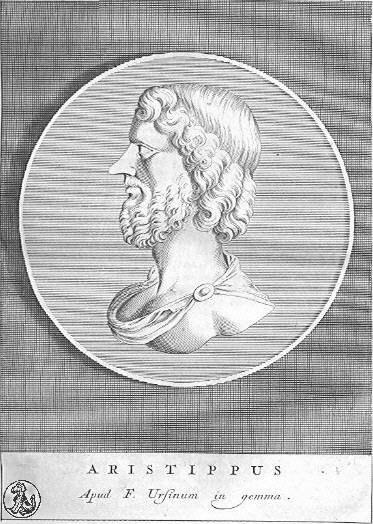
Aristipo de Cirene, uno de los primeros defensores del hedonismo ético

El hedonismo (del griego ἡδονή hēdonḗ 'placer' e -ismo) se refiere a una familia de teorías, todas las cuales tienen en común que el placer desempeña un papel central en ellas. 
El hedonismo psicológico o motivacional afirma que nuestro comportamiento está determinado por deseos de aumentar el placer y disminuir el dolor.
El hedonismo normativo o ético, por otro lado, no se trata de cómo actuamos realmente, sino de cómo debemos actuar: debemos perseguir el placer y evitar el dolor.
El hedonismo axiológico, que a veces se trata como una parte del hedonismo ético, es la tesis de que solo el placer tiene valor intrínseco.
Aplicado al bienestar o a lo que es bueno para alguien, es la tesis de que el placer y el sufrimiento son los únicos componentes del bienestar. Estas definiciones técnicas del hedonismo dentro de la filosofía, que generalmente se consideran escuelas de pensamiento respetables, deben distinguirse de cómo se utiliza el término en el lenguaje cotidiano, a veces denominado "hedonismo popular". En este sentido, tiene una connotación negativa, vinculada a la búsqueda egoísta de la gratificación a corto plazo, entregándose a los placeres sensoriales sin tener en cuenta sus repercusiones.

## La naturaleza del placer
El placer desempeña un papel central en todas las formas de hedonismo. Se refiere a la experiencia que se siente bien, que involucra el disfrute de algo. El placer contrasta con el dolor o el sufrimiento, que son formas de sentirse mal. Las discusiones dentro del hedonismo suelen centrarse más en el placer, pero como su lado negativo, el dolor está igualmente implicado en estas discusiones. Tanto el placer como el dolor vienen en grados y se han considerado como una dimensión que va de grados positivos a través de un punto neutro a grados negativos. El término "felicidad" se utiliza a menudo en esta tradición para referirse al exceso del placer sobre el dolor.
En el lenguaje cotidiano, el término "placer" se asocia principalmente con placeres sensoriales como el disfrute de la comida o el sexo. Pero en su sentido más general, incluye todo tipo de experiencias positivas o agradables, incluyendo el disfrute de deporte, de ver una hermosa puesta del sol o de participar en una actividad intelectualmente satisfactoria. Las teorías del placer tratan de determinar lo que todas estas experiencias placenteras tienen en común, lo que es esencial en ellas. Tradicionalmente se dividen en teorías de cualidad y teorías de actitud. Las teorías de cualidad sostienen que el placer es una cualidad de experiencias placenteras en sí mismas, mientras que las teorías de actitud afirman que el placer es, en cierto sentido, externo a la experiencia, ya que depende de la actitud del sujeto hacia la experiencia.
La plausibilidad de las distintas versiones del hedonismo depende de cómo se concibe la naturaleza del placer. Un atractivo importante de la mayoría de las formas de hedonismo es que pueden dar un relato simple y unificado de sus respectivos campos. Pero esto solo es posible si el placer mismo es un fenómeno unificado. Esto se ha puesto en duda, principalmente debido a la amplia variedad de experiencias de placer que parecen no tener ninguna característica compartida en común. Una opción abierta a los teóricos de cualidad para responder a esta objeción es indicar que el tono hedónico de las experiencias de placer no es una cualidad regular, sino una cualidad de orden superior. Las teorías de actitud tienen una manera más fácil de responder a este argumento, ya que pueden sostener que es el mismo tipo de actitud, a menudo identificado con el deseo, que es común a todas las experiencias placenteras.

## Hedonismo psicológico
El hedonismo psicológico, también conocido como hedonismo motivacional, es una teoría empírica sobre lo que nos motiva: afirma que todas nuestras acciones tienen como objetivo aumentar el placer y evitar el dolor. Esto generalmente se entiende en combinación con el egoísmo, es decir, que cada persona solo apunta a su propia felicidad. Nuestras acciones se basan en creencias sobre lo que causa el placer. Las creencias falsas pueden engañarnos y, por lo tanto, nuestras acciones pueden fallar a resultar en placer, pero incluso las acciones fallidas están motivadas por consideraciones de placer, según el hedonismo psicológico. La paradoja del hedonismo sostiene que el comportamiento de búsqueda de placer comúnmente falla también de otra manera. Afirma que estar motivado por el placer es contraproducente en el sentido de que conduce a menos placer real que seguir otros motivos.
Uno de los atractivos del hedonismo psicológico es que ofrece un relato sencillo que promete explicar la totalidad del comportamiento humano. Tiene una plausibilidad intuitiva inicial porque el comportamiento de búsqueda de placer es un fenómeno común y puede, de hecho, dominar nuestra conducta en ocasiones. Pero la afirmación de que esto puede generalizarse a todos los comportamientos es muy controvertida. Una estrategia común para los oponentes es señalar varios contraejemplos que involucran acciones que no tienen una explicación plausible en términos de placer. Estos contraejemplos incluyen motivos egoístas para cosas distintas del placer, como la salud, la superación personal o la fama después de la muerte, y motivos altruistas, como querer que el propio hijo sea feliz, sacrificarse por una causa mayor o defender la justicia a pesar de desventajas personales. Los hedonistas psicológicos han tratado de reinterpretar estos casos en términos de comportamiento de búsqueda de placer. Hay cierta plausibilidad en tales reinterpretaciones en algunos casos, por ejemplo, mejorar la salud puede verse como evitar el dolor a largo plazo o ver a sus hijos felices también puede traer placer a los padres. Pero es dudoso que esto pueda funcionar para todos los casos, como, por ejemplo, para un soldado que está sacrificándose.
Pero incluso en muchos casos cotidianos, la introspección parece sugerir que buscar el placer es solo un tipo de motivo que nos impulsa entre otros. Reinterpretar todos estos casos en términos de placer iría en contra de la intuición introspectiva. Otro problema con el hedonismo psicológico como teoría filosófica es que su afirmación básica, lo que nos motiva, parece estar más en casa en la psicología empírica que en la filosofía. Como tal, se necesitarían pruebas empíricas contundentes para confirmarlo, el solo hecho de poder contar un relato plausible no es suficiente.

## Hedonismo ético
El hedonismo ético o el hedonismo normativo, como aquí se define, es la tesis de que las consideraciones de aumentar el placer y disminuir el dolor determinan lo que debemos hacer o qué acción es correcta. Sin embargo, a veces se define en un sentido más amplio en términos de valor intrínseco, en cuyo caso incluye el hedonismo axiológico como se define a continuación. Es diferente del hedonismo psicológico, ya que prescribe nuestro comportamiento en lugar de describirlo. En sentido estricto, el hedonismo ético es una forma de consecuencialismo, ya que determina si una acción es correcta basada en sus consecuencias, que se miden aquí en términos de placer y dolor. Como tal, está sujeto a los principales argumentos a favor y en contra del consecuencialismo. En el lado positivo, estos incluyen la intuición de que las consecuencias de nuestras acciones importan y que a través de ellas debemos hacer el mundo un lugar mejor. En el lado negativo, el consecuencialismo implicaría que rara vez, o nunca, sabemos distinguir el bien del mal, ya que nuestro conocimiento del futuro es bastante limitado y las consecuencias, incluso de acciones simples, pueden ser enormes. Como forma de hedonismo, tiene cierto atractivo intuitivo inicial, ya que el placer y el dolor parecen ser relevantes para cómo debemos actuar. Pero se ha argumentado que es moralmente objetable ver el placer y el dolor como los únicos factores relevantes para lo que debemos hacer, ya que esta posición parece ignorar, por ejemplo, los valores de justicia, amistad y verdad. El hedonismo ético suele preocuparse tanto por el placer como por el dolor. Pero la versión más restringida en forma de consecuencialismo negativo o utilitarismo negativo se centra solo en reducir el sufrimiento. Se dice que el hedonismo ético fue iniciado por Aristipo de Cirene, que sostenía la idea de que el placer es el bien supremo.
Las teorías hedonistas éticas pueden clasificarse en relación con cuyo placer debe aumentarse. Según la versión egoísta, cada agente solo debe aspirar a maximizar su propio placer. Esta posición generalmente no se mantiene en muy alta estima. Las teorías altruistas, comúnmente conocidas por el término "utilitarismo clásico", son más respetables en la comunidad filosófica. Sostienen que el agente debe maximizar la suma total de la felicidad de todos. Esta suma total incluye también el placer del agente, pero solo como un factor entre muchos. Una objeción común contra el utilitarismo es que es demasiado exigente. Esto es más pronunciado en los casos en que el agente tiene que sacrificar su propia felicidad para promover la felicidad de otra persona. Por ejemplo, varios comentaristas han dirigido este argumento contra la posición de Peter Singer, que sugiere en una manera similar que lo correcto para la mayoría de las personas que viven en países desarrollados sería donar una parte significativa de sus ingresos a organizaciones benéficas, lo que parece demasiado exigente a muchos. Singer justifica su posición señalando que el sufrimiento que puede evitarse en los países del tercer mundo de esta manera supera considerablemente el placer que se obtiene de cómo se gastaría el dinero de otro modo. Otra objeción importante al utilitarismo es que no tiene en cuenta la naturaleza personal de los deberes morales, por ejemplo, que puede ser más importante promover la felicidad de los que están cerca de nosotros, por ejemplo, de nuestra familia y amigos, incluso si la línea alternativa de acción resultaría en un poco más de felicidad para un extraño.

## Hedonismo axiológico
El hedonismo axiológico es la tesis de que solo el placer tiene valor intrínseco. También se ha denominado hedonismo evaluativo o hedonismo de valor, y a veces se incluye en el hedonismo ético. Una teoría estrechamente relacionada con el hedonismo axiológico es el hedonismo sobre el bienestar, que sostiene que el placer y el dolor son los únicos componentes del bienestar y, por lo tanto, las únicas cosas que son buenas para alguien. Fundamental para la comprensión del hedonismo axiológico es la distinción entre valor intrínseco e instrumental. Una entidad tiene valor intrínseco si es buena en o por sí misma. El valor instrumental, por otro lado, se atribuye a cosas que son valiosas solo como un medio para otra cosa. Por ejemplo, se dice que herramientas como los coches o los microondas son instrumentalmente valiosas en virtud de la función que realizan, mientras que la felicidad que causan es intrínsecamente valiosa. El hedonismo axiológico es una afirmación sobre el valor intrínseco, no sobre el valor en general.
Dentro del ámbito del hedonismo axiológico, hay dos teorías en competencia sobre la relación exacta entre el placer y el valor: el hedonismo cuantitativo y el hedonismo cualitativo. Los hedonistas cuantitativos, siguiendo a Jeremy Bentham, sostienen que el contenido específico o la cualidad de una experiencia de placer no es relevante para su valor, que solo depende de sus características cuantitativas: intensidad y duración. De acuerdo con este relato, una experiencia de placer intenso al entregarse a la comida y al sexo vale más que una experiencia de placer sutil de mirar bellas artes o de participar en una conversación intelectualmente estimulante. Los hedonistas cualitativos, siguiendo a John Stuart Mill, objetan esta versión con el argumento de que amenaza con convertir el hedonismo axiológico en una "filosofía de cerdos". En cambio, argumentan que la cualidad es otro factor relevante para el valor de una experiencia de placer, por ejemplo, que los placeres inferiores del cuerpo son menos valiosos que los placeres superiores de la mente.
Un atractivo del hedonismo axiológico es que proporciona un relato simple y unificado de lo que importa. También refleja la intuición introspectiva de que el placer se siente valioso como algo que vale la pena buscar. Ha sido influyente a lo largo de la historia de la filosofía occidental, pero ha recibido muchas críticas en la filosofía contemporánea. La mayoría de las objeciones pueden dividirse a grandes rasgos en dos tipos: (1) objeciones a la afirmación de que el placer es una condición suficiente del valor intrínseco o que todo placer es intrínsecamente valioso; (2) objeciones a la afirmación de que el placer es una condición necesaria del valor intrínseco o que no hay cosas intrínsecamente valiosas aparte del placer. Los oponentes de la primera categoría suelen tratar de señalar casos de placer que parecen carecer de valor o tener un valor negativo, como el placer sádico o el placer debido a una creencia falsa. Los hedonistas cualitativos pueden tratar de dar cuenta de estos casos devaluando los placeres asociados con las cualidades problemáticas. Otras maneras de responder a este argumento incluyen rechazar la afirmación de que estos placeres realmente no tienen valor intrínseco o tienen valor intrínseco negativo. Una manera más es rechazar que estos casos involucren placer en absoluto.
Se han propuesto varios experimentos de pensamiento para la segunda categoría, es decir, que hay cosas intrínsecamente valiosas además del placer. El más conocido en la filosofía reciente es la máquina de experiencias de Robert Nozick. Nozick nos pregunta si aceptaríamos ser transportados permanentemente a una realidad simulada más placentera que la vida real. Piensa que es racional rechazar esta oferta, ya que otras cosas, además del placer, importan. Esto tiene que ver con el hecho de que importa estar en contacto con la realidad y realmente "hacer una diferencia en el mundo" en lugar de simplemente parecer hacerlo, ya que la vida no tendría sentido de otro modo. Los hedonistas axiológicos han respondido a este experimento de pensamiento señalando que nuestras intuiciones sobre lo que debemos hacer están equivocadas, por ejemplo, que existe un sesgo cognitivo para preferir el statu quo y que si descubriéramos que ya habíamos pasado nuestra vida dentro de la máquina de experiencias, probablemente elegiríamos quedarnos dentro de la máquina. Otra objeción dentro de esta categoría es que muchas cosas además del placer nos parecen valiosas, como la virtud, la belleza, el conocimiento o la justicia. Por ejemplo, G. E. Moore sugiere en un famoso experimento de pensamiento que un mundo que consiste solo en un paisaje hermoso es mejor que un mundo feo y repugnante, incluso si no hay un ser consciente para observar y disfrutar o sufrir cualquiera de los dos mundos. Una forma de responder para el hedonista axiológico es explicar el valor de estas cosas en términos de valores instrumentales. Así, por ejemplo, la virtud es buena porque tiende a aumentar el placer general de la persona virtuosa o de las personas a su alrededor. Esto puede combinarse con sostener que existe un sesgo psicológico para confundir valores instrumentales estables con valores intrínsecos, explicando así la intuición del oponente. Aunque esta estrategia puede funcionar para algunos casos, es controvertido si se puede aplicar a todos los contraejemplos.

## Hedonismo estético
El hedonismo estético es el punto de vista influyente en el campo de la estética de que la belleza o el valor estético pueden definirse en términos de placer, por ejemplo, que para que un objeto sea bello es para que cause placer o que la experiencia de la belleza siempre va acompañada de placer. Una articulación prominente de esta posición proviene de Tomás de Aquino, quien trata la belleza como "lo que agrada en la propia aprehensión de ello". Immanuel Kant explica este placer a través de una interacción armoniosa entre las facultades de entendimiento e imaginación. Otra cuestión para los hedonistas estéticos es cómo explicar la relación entre la belleza y el placer. Este problema se asemeja al dilema de Eutifrón: ¿es algo bello porque lo disfrutamos o lo disfrutamos porque es bello? Los teóricos de la identidad resuelven este problema negando que exista una diferencia entre la belleza y el placer: identifican la belleza, o su apariencia, con la experiencia del placer estético.
Los hedonistas estéticos suelen restringir y especificar la noción de placer de varias maneras para evitar contraejemplos obvios. Una distinción importante en este contexto es la diferencia entre placer puro y mixto. El placer puro excluye cualquier forma de dolor o sentimiento desagradable, mientras que la experiencia de placer mixto puede incluir elementos desagradables. Pero la belleza puede involucrar placer mixto, por ejemplo, en el caso de una historia bellamente trágica, razón por la cual el placer mixto generalmente se permite en las concepciones hedonistas estéticas de la belleza.
Otro problema al que se enfrentan las teorías hedonistas estéticas es que disfrutamos de muchas cosas que no son bellas. Una forma de abordar este problema es asociar la belleza con un tipo especial de placer: placer estético o desinteresado. Un placer es desinteresado si es indiferente a la existencia del objeto bello o si no surgió debido a un deseo antecedente a través de un razonamiento medio-fin. Por ejemplo, la alegría de mirar un hermoso paisaje aún sería valiosa si resultara que esta experiencia fue una ilusión, lo que no sería cierto si esta alegría se debiera a ver el paisaje como una valiosa oportunidad inmobiliaria. Los opositores al hedonismo suelen admitir que muchas experiencias de belleza son placenteras, pero niegan que esto sea cierto en todos los casos. Por ejemplo, una crítica hastiada puede seguir siendo una buena jueza de belleza debido a sus años de experiencia, pero le falta la alegría que acompañaba inicialmente a su trabajo. Una manera de evitar esta objeción es permitir que respuestas a cosas bellas carezcan de placer mientras se insiste en que todas las cosas bellas merecen placer, que el placer estético es la única respuesta adecuada a ellas.

## Relación con el utilitarismo
El término «hedonismo» puede tomarse en dos sentidos, lato y estricto. En el primero, el hedonismo sería una teoría ética de gran amplitud en la que la palabra placer tendría un significado muy extenso, que abarcaría tanto el placer como la utilidad; en este sentido, el utilitarismo se encuadraría dentro del hedonismo. En un sentido más restringido, el hedonismo se diferencia del utilitarismo, fundamentalmente, porque el primero cifra el bien en el placer individual, mientras que el segundo afirma como bien sumo el placer, el bienestar y la utilidad sociales. El hedonismo tiene un carácter individualista, mientras que el utilitarismo es de índole social y sostiene el punto de vista de que la satisfacción humana se encuentra en la búsqueda y posesión del placer material y físico.
Dentro del hedonismo en sentido estricto se pueden distinguir dos formas del mismo, de acuerdo con los dos significados que tiene el término placer. Este designa al placer sensible, o inferior, y al placer espiritual, o superior. En consecuencia, habrá dos formas de hedonismo llamadas hedonismo absoluto y hedonismo mitigado, o eudemonismo.
El hedonismo radical sostiene que todos los placeres físicos deben ser satisfechos sin ninguna restricción, mientras que el hedonismo moderado afirma que las actividades placenteras deben ser moderadas, para que así aumente el placer. En ambos casos el placer es la principal motivación del comportamiento.
Por lo que se refiere al hedonismo psicológico, son varias las doctrinas existentes según la determinación temporal del placer. La teoría del placer de los fines, o «hedonismo psicológico del futuro», sostiene que el placer personal es el fin último y único de una persona.

## Paradoja del hedonismo
La paradoja hedonista o también conocida como paradoja del placer fue una teoría planteada por el filósofo Henry Sidgwick en su libro “Los métodos de la ética”, allí señaló: “El impulso hacia el placer puede ser contraproducente. No conseguimos los placeres si los buscamos deliberadamente“. Teniendo en cuenta la afirmación anterior se pone en cuestión la manera en la que experimentamos realmente el placer y la alegría. Podemos encontrar que la paradoja recae en que el placer o la felicidad no pueden alcanzarse directamente, sino indirectamente. Y así nos hace entender que llegamos a encontrar el placer cuando dejamos de buscarlo.

## Historia

### Las escuelas clásicas del hedonismo
Las dos escuelas clásicas del hedonismo, formuladas en la Antigua Grecia, son la escuela cirenaica y el epicureísmo.

#### Escuela cirenaica
Aristipo de Cirene, discípulo de Sócrates y fundador de la escuela cirenaica de filosofía fue uno de los máximos representantes del hedonismo. Él consideraba el placer como principal objetivo, es decir, como fin que al ser alcanzado rápidamente es posible llegar a la felicidad. Resalta más el placer del cuerpo sobre los placeres mentales.
La escuela cirenaica, fundada entre los siglos IV y III a. C., plantea que el placer es elegible por uno mismo, caso contrario de la felicidad que no es más que el conjunto de los distintos placeres. El placer es guiado por la prudencia pues es el hombre quien debe dominar al placer y no dejarse dominar por él. Tanta prioridad se le otorga al placer, que sobrepone la realización de los deseos personales para satisfacerse de manera inmediata ignorando los intereses de los demás incluso si esto implicara actos inmorales. Su interés por el placer presente invita a preocuparse por el hoy, ya que el futuro es incierto.
Fue una de las más antiguas escuelas socráticas y enfatizaba solo un lado de las enseñanzas de Sócrates. Con base en la afirmación de Sócrates de que la felicidad es uno de los fines de la acción moral, Aristipo mantenía que el placer era el bien superior. Decía que las gratificaciones corpóreas, que consideraba intensas, eran preferibles a las mentales. Los cirenaicos también negaban que se pospusiera la gratificación inmediata por la ganancia a largo plazo. En este respecto difieren de los epicúreos.

#### Epicureísmo
Epícuro de Samos, cuyo objetivo en la filosofía era evitar el sufrimiento procurando la felicidad, por lo tanto, el objetivo principal para el ser humano debía ser el alcance de la felicidad priorizando la satisfacción obtenida por los deseos para subsistir y moderando aquellos que son naturales, pero no vitales.
El epicureísmo, movimiento fundado hacia el 300 a. C., plantea que la felicidad consiste en vivir continuamente bajo la satisfacción del placer que no excita los sentidos, sino al que se refiere a la ausencia del dolor o de cualquier tipo de aflicción; más que buscar un placer inmediato busca aquel que requiere del uso de la razón, es decir, el que valora las consecuencias sobre las acciones y otorga placer a largo plazo. El placer se encuentra asociado con la tranquilidad, por lo que está relacionado con la ataraxia, o la capacidad de controlarse uno mismo y aceptar los problemas naturales fuera de nuestro control, como lo es la muerte.
El epicureísmo identificaba el placer con la tranquilidad y enfatizaba la reducción del deseo sobre la adquisición inmediata del placer. En esta forma, el epicureísmo escapa a la objeción precedente: mientras el placer y el bien mayor son de hecho lo mismo, Epicuro argumentaba que el placer más alto consiste en una vida simple, moderada, complementada con discusiones filosóficas entre amigos. Enfatizaba que no era bueno hacer algo que a uno le haga sentir bien si después de experimentarlo denigraría las experiencias posteriores y no le permitiría sentirse bien. Así mismo, afirmaba que a veces por tener placeres momentáneos intensos se sacrifica el bienestar posterior. Epicuro entendía por placer la ausencia de dolor.

Cuando decimos que el placer es el bien supremo de la vida, no entendemos los placeres de los disolutos y los placeres sensuales, como creen algunos que desconocen o no aceptan o interpretan mal nuestra doctrina, sino el no tener dolor en el cuerpo ni turbación en el alma.
Epícuro. Carta a Meneceo.

Existen escritos de Epicuro y de sus seguidores que nos muestran sus doctrinas: entre los deseos, algunos son naturales y necesarios y otros ni lo uno ni lo otro, solo consagrados a la opinión vana. La disposición que tengamos hacia cada uno de estos casos determina nuestra aptitud para ser felices o no.
- Dentro de los deseos naturales y necesarios encontramos las necesidades básicas físicas, como alimentarse, calmar la sed, abrigarse y el sentido de seguridad.
- Dentro de los deseos naturales e innecesarios están la conversación amena, la gratificación sexual y las artes.
- Dentro de los deseos innaturales e innecesarios están la fama, el poder político, el prestigio y los generados por las empresas.

Epicuro formuló algunas recomendaciones con respecto a estas categorías:
- Debemos satisfacer los deseos naturales necesarios de la forma más económica posible.
- Podemos perseguir los deseos naturales innecesarios hasta la satisfacción de nuestro corazón, no refiriéndose a uno mismo, sino de tratar de llevar el egoísmo al placer de otra persona.
- No debemos arriesgar la salud, la amistad o la economía en la búsqueda de satisfacer un deseo innecesario, pues esto solo conduce a un sufrimiento futuro.
- Hay que evitar por completo los deseos innaturales e innecesarios, pues el placer o satisfacción que producen es efímero.

La filosofía epicúrea ganó un gran número de adeptos. Fue una importante escuela de pensamiento que perduró durante siete siglos después de la muerte de su creador. Hacia la Edad Media decayó y fueron destruidos muchos de sus escritos. Sin embargo, hoy existen remanentes de esta doctrina que han sido compilados y difundidos por el mundo.

#### Puntos en común
Las dos escuelas convergen en su repudio por la superstición y la religión y sus bases en la conducta y el juicio mediante la experiencia y la razón. Así anticipan las posiciones del humanismo e iluminismo posteriores.

### Libertinaje
Una forma extrema de hedonismo que considera la restricción moral y sexual como innecesaria o perjudicial. Los defensores famosos son el Marqués de Sade y John Wilmot.

### Utilitarismo
En los siglos XVIII y XIX, los filósofos británicos Jeremy Bentham, James Mill y John Stuart Mill hicieron la propuesta de una doctrina universal más conocida como utilitarismo. Según esta teoría, el comportamiento humano debe tener como criterio final el bien social. Hay que guiarse moralmente buscando todo aquello que proporciona y favorece el bienestar de un mayor número de personas.

### Hedonismo contemporáneo
Dentro de la filosofía contemporánea se destaca la figura de Michel Onfray como abierto proponente del hedonismo, quien manifiesta en una entrevista que «se cree que el hedonista es aquel que hace el elogio de la propiedad, de la riqueza, del tener, que es un consumidor. Eso es un hedonismo vulgar que propicia la sociedad. Yo propongo un hedonismo filosófico que es en gran medida lo contrario, del ser en vez del tener, que no pasa por el dinero, pero sí por una modificación del comportamiento. Lograr una presencia real en el mundo, y disfrutar jubilosamente de la existencia: oler mejor, gustar, escuchar mejor, no estar enojado con el cuerpo y considerar las pasiones y pulsiones como amigas y no como adversarias».
Otra figura destacable en defensa de este planteamiento hedonista es la escritora Valérie Tasso. Su libro Antimanual de sexo intenta abordar desde esta perspectiva el fenómeno de la sexualidad humana con declaraciones como la siguiente: «El hedonismo es una actitud ante la vida. Es una filosofía vital que prima al instante sobre el devenir, que reivindica la valentía sobre el miedo, que respeta la materialidad y cuestiona el espíritu, que gestiona lo que sucede sin despreciarse por lo que nunca sucedió, que aprecia la lógica de la vida y cuestiona la lógica de la muerte, que sabe que lo suficiente es suficiente, que busca el placer donde está, no donde se busca, que hace de su cuerpo su aliado y no su prisión, que desea sin que lo esclavice su deseo, que emplea su tiempo más que su dinero [...] El hedonista ejerce el difícil arte de establecer la paz consigo mismo».
El filósofo transhumanista David Pearce cree y promueve la idea de que existe un fuerte imperativo ético para que los humanos trabajen hacia la abolición del sufrimiento en toda la vida sensible. Su manifiesto The Hedonistic Imperative describe cómo las tecnologías como la ingeniería genética, la nanotecnología, la farmacología y la neurocirugía podrían converger para eliminar todas las formas de experiencias desagradables entre los animales humanos y no humanos, reemplazando el sufrimiento con gradientes de bienestar, un proyecto al que se refiere como "ingeniería del paraíso".

## Opositores y sus puntos de vista
La fe católica se opone a las formas más sensuales del hedonismo, considerando que minan los valores y las virtudes del eudemonismo espiritual, en el cual el cristianismo frecuentemente ha fundado su moral.
El hedonismo es considerado por muchas religiones una actitud carente de moral pero no porque aprecie algún placer, sino porque lo antepone a las exigencias del amor a Dios y al prójimo. Para el catolicismo, es una actitud que corre el riesgo de caer en el egocentrismo, el cual incapacita gravemente al sujeto para relacionarse con otros, a menos que sea para explotarlos y satisfacer su afán de placer.
El filósofo británico G. E. Moore dedica gran parte de su libro Principia Ethica (1903) a la refutación del hedonismo. Entiende que considerar que el placer y solamente el placer es bueno significa caer en lo que llamó «falacia naturalista». Al decir que «el placer y solamente el placer es bueno», el placer se convierte en un equivalente de «bueno». Así, la proposición «el placer es bueno» significa realmente «el placer es el placer», tautología de ningún interés ético. Moore defendía que el bien era indefinible, aunque podían atribuírsele ciertas características que, no obstante, no delimitarían su significación por completo.
La psicología positiva, basada en investigaciones científicas de psicológica cognoscitiva, ha pensado muchas veces que sustentar la felicidad en la búsqueda del placer, «la vida placentera», deriva en un mayor índice de insatisfacción. La búsqueda de una felicidad auténtica, como indica el psicólogo Martin E. P. Seligman, implica poner un mayor enfoque en el compromiso y el significado. La «vida comprometida» está basada en gratificaciones que no pueden ser adquiridas por atajos, como aprender un oficio, o un deporte; se busca el «flujo», que se basa en lograr un equilibrio entre el reto y las habilidades. Por otra parte, la vida significativa son las acciones y creencias basadas en algo mayor a nuestro ego, acciones motivadas por un bien común, etcétera. Se ha dicho que aquellos que basan su felicidad en la «vida comprometida» y «la vida significativa» cuentan con un mayor índice de satisfacción en la vida. La «felicidad auténtica» es un concepto superior al simple hecho de no sentir dolor, sentir placer, o no sufrir enfermedades psicológicas.
Estos datos, sin embargo, no son científicos, sino más bien ideales. La mayoría de neurocientíficos cree que nuestro cerebro funciona con un esquema de «castigo-recompensa», en el que algo que beneficiaría a nuestros antepasados (comida, pertenecer a un grupo o tener sexo) llevan a la producción de endorfinas, u hormonas del placer, lo que haría que los hedonistas tengan la razón. Aunque se advierte que algunas partes de las teorías hedonistas puedan ser morales y no precisamente abordan un tema objetivo.